# Desmatoneura sardoa
Desmatoneura sardoa är en tvåvingeart som först beskrevs av Macquart 1849.  Desmatoneura sardoa ingår i släktet Desmatoneura och familjen svävflugor.
Artens utbredningsområde är Algeriet. Inga underarter finns listade i Catalogue of Life.